# Шевцов, Владимир Иванович (ортопед)
Владимир Иванович Шевцов (род. 30 декабря 1938, Черкассы, Чкаловская область) — советский и российский медик, занимал должность генерального директора Федерального государственного бюджетного учреждения «Российский научный центр «Восстановительная травматология и ортопедия» имени академика Г.А. Илизарова» Министерства здравоохранения Российской Федерации (1992—2009), доктор медицинских наук (1987), член-корреспондент Российской академии медицинских наук (2000, затем член-корреспондент РАН), профессор.

## Биография
Владимир Иванович Шевцов родился 30 декабря 1938 года в селе Черкассы Черкасского сельсовета Саракташского района Чкаловской области, ныне Оренбургская область.
В 1957 году поступил на лечебный факультет Оренбургского медицинского института На втором курсе был избран комсоргом. В 1963 году окончил институт и был направлен в Юргамышскую районную больницу Курганской области, где работал хирургом, затем, через полтора года, главным врачом.
В 1963 году (по другим данным в 1965 году) вступил в КПСС.
Неоднократно был избран депутатом районного Совета.
В 1969 году был избран по конкурсу на должность младшего научного сотрудника, затем старшего научного сотрудника, заведующего научной лабораторией Курганского научно-исследовательского института экспериментальной и клинической ортопедии и травматологии (КНИИЭКОТ). В 1983 году назначен заместителем директора института по научной работе, а в 1987 году – заместителем генерального директора по научной работе Всесоюзного Курганского научного центра «Восстановительная травматология и ортопедия» (бывш. КНИИЭКОТ). 
В 1977 году защитил кандидатскую диссертацию на тему: «Закрытый компрессионно-дистракционный остеосинтез по Илизарову при лечении ложных суставов плечевой кости».
В 1984-1986 годах был председателем хирургического совета, на котором проводил учебно-клиническую работу по обучению врачей и курсантов кафедры усовершенствования врачей основным методическим приемам чрескостного остеосинтеза по Илизарову. 
В 1987 году защитил докторскую диссертацию на тему: «Применение чрескостного остеосинтеза по Г.А. Илизарову в амбулаторных условиях».
После смерти Гавриила Абрамовича Илизарова 24 июля 1992 года Шевцов стал генеральным директором Российского научного центра «Восстановительная травматология и ортопедия».
Проводил с отечественными и иностранными специалистами учебную работу на кафедре усовершенствования врачей, профессором которой избран в 1992 году. 
С 1998 года возглавляет Курганский филиал Южно-Уральского научного центра Российской академии медицинских наук. В 2000 году избран членом-корреспондентом Российской академии медицинских наук.
Неоднократно принимал участие в качестве преподавателя Международных курсов в рамках ассоциации по изучению и применению аппарата и метода Илизарова в США, Великобритании, Иордании, Италии, Германии, Югославии, Польше, Японии, Южной Корее, Бразилии, Турции и других странах, где прошли обучение более 6000 отечественных и иностранных специалистов, а также приглашался в различные страны в качестве оппонента при защите диссертаций по применению метода Илизарова. 
Был членом специализированных советов при Иркутском НИИТО и Пермской государственной медицинской академии по защите докторских и кандидатских диссертаций, где неоднократно выступал в качестве оппонента, был заместителем председателя, а затем - председателем проблемного научного центра № 6 «Чрескостный остеосинтез» при Минздраве Российской Федерации. 
Председатель учёного совета, а с 1996 года - председателем диссертационного совета при РНЦ «ВТО» по защите диссертаций на соискание ученой степени кандидата и доктора медицинских наук.
Главный травматолог-ортопед Уральского федерального округа.
Был избран председателем оргкомитета Конгресса Интеллигенции Курганской области «За возрождение Зауралья» и председателем попечительского совета фонда по поддержке филармонической деятельности.
12 июня 2009 года Минздрав России не продлил с ним трудовой контракт, он был уволен с должности генерального директора Федерального государственного бюджетного учреждения «Российский научный центр «Восстановительная травматология и ортопедия» имени академика Г.А. Илизарова» Министерства здравоохранения Российской Федерации (ФГБУ «РНЦ «ВТО» им. Акад. Г.А. Илизарова» Минздрава России), Минздрав России не продлил с ним трудовой контракт.

## Научная деятельность
Автор более 30 монографий и более 350 работ, опубликованных в отечественной и зарубежной печати. Им получено 26 патентов на изобретения, 10 авторских свидетельств, 19 свидетельств на полезную модель. Под его руководством выполнены 24 докторские и 41 кандидатская диссертации. 
- Шевцов В. И., Макушин В.Д., Пожарищенский К.Э. Лечение больных с дефектом большеберцовой кости методом реконструктивной тибиализации малоберцовой. — Курган: Периодика, 1994. — 256 с. — 1000 экз. — ISBN 5-8282-0054-2.[4]
- Шевцов В. И., Макушин В.Д., Куфтырев Л.М. Дефекты костей нижней конечности. — Курган: Изд.-полигр. предприятие «Зауралье», 1996. — 502 с. — 2000 экз. — ISBN 5-87247-072-X.[5]
- Шевцов В. И. и др. Лечение врожденного псевдоартроза костей голени. — Курган: Зауралье, 1997. — 257 с. — 1000 экз. — ISBN 5-87247-008-8.[6]
- Шевцов В. И., Попков А.В. Оперативное удлинение нижних конечностей. — М.: Медицина, 1998. — 189 с. — 1500 экз. — ISBN 5-225-02802-0.[7]
- Шевцов В. И. и др. Рентгенологический атлас мягких тканей конечностей при ортопедических заболеваниях и травмах. — М.: Медицина, 1999. — 94 с. — 1500 экз. — ISBN 5-225-025759-8.[8]
- Шевцов В. И. Хирургия моей жизни. — Курган: Полиграфкомбинат «Зауралье», 2014.

## Награды и звания
- Звание «Заслуженный деятель науки Российской Федерации», 1996 год
- Орден «За заслуги перед Отечеством» IV степени
- Орден «Знак Почёта»
- Медаль «За трудовую доблесть»
- Медаль «За заслуги перед отечественным здравоохранением», Министерство здравоохранения Российской Федерации
- Значок «Отличнику здравоохранения»
- Благодарности Президентов Российской Федерации Б.Н. Ельцина и В.В. Путина.
- Почетный гражданин города Кургана, 1998 год[9]
- Портрет занесён в Галерею «Курганцы — гордость города», номинация «Лучший среди учёных», 20 июня 2007 года[10] и 24 июня 2009 года[11]
- Лауреат премии Правительства Российской Федерации в области науки и техники, 2007 год, в составе авторского коллектива
- «Звезда Вернадского» II степени, Международный межакадемический Союз общественных организаций по поддержке науки и содействию подготовке научных кадров
- Орден общественного признания «Почётный гражданин России».
- Медаль Международного межакадемического союза, за плодотворное научное сотрудничество, расширение и координацию международных связей Центра, 2000 год, вручена в специальной травматологической больнице «Банница» (Белград).
- Медаль Роберта Коха, попечительский совета Европейской академии естественных наук
- Медаль Александрийского университета (Египет)
- Медаль университета города Киото (Япония)
- Памятная медаль медицинского колледжа (Осака) и  диплом на национальном конгрессе травматологов в Японии, за опыт по лечению открытых огнестрельных переломов, приобретенный в Чечне
- Памятная медаль Госпиталя Сан-Пауло и международные сертификаты на конгрессе Бразильского общества внешней фиксации
- Почётный диплом госпиталя в Аллахабаде (Индия)
- Гербовый знак Дома инвалидов в Иордании
- Скипетр Эртсмейкера, 1997 год, за успешное развитие РНЦ «ВТО» в условиях рыночных отношений, за мудрость и гибкость проводимой политики
- Лауреат международной премии «Профессия-Жизнь» за достижения в области науки и технологии в медицине
- Лауреат Национальной премии общественного признания достижений граждан РФ «Россиянин Года», 2007 год, в номинации «Наука и здравоохранение»
- Включён в список «Великие умы 21 столетия» Американского Биографического Института (ABI)
- Почётный директор и главный консультант центра по применению чистых методик Илизарова при Нью-Йоркском госпитале суставных заболеваний
- Почетный деятель науки Европы, за особые заслуги в научных исследованиях, учёный совет Европейского научного общества, Международного рыцарского союза и президиум Европейской академии естественных наук, г. Ганновер
- Выдающийся деятель мира в области образования, 2008 год, Международный биографический центр Англии (Кембридж)
- Академик Академии медико-технических наук, 1993 год[12]
- Член-корреспондент Российской академии медицинских наук по специальности «Травматология и ортопедия», 2000 год
- Член Международного хирургического общества ортопедов-травматологов (SIСОТ),
- Член Французского общества травматологов и ортопедов (SОFСОТ)
- Почётный член Македонского общества травматологов и ортопедов (МАDОТ)

## Семья, увлечения
Отец Иван Константинович, участник Великой Отечественной войны. Мать Ульяна Никитична. В семье четверо детей.
Жена Раиса Александровна, директор магазина «Оптика». Дочь Наталья Сазонова, врач-педиатр.
Увлечения: охота, лыжный спорт, чтение русской классической литературы.